# Чери
Окръг Чери (на английски: Cherry County) е окръг в щата Небраска, Съединени американски щати. Площта му е 15 566 km², а населението - 6148 души (2000). Административен център е град Валентайн.